# Blå danio
Blå danio (Danio albolineatus) är en fiskart som först beskrevs av Blyth, 1860.  Blå danio ingår i släktet Danio och familjen karpfiskar. IUCN kategoriserar arten globalt som livskraftig. Inga underarter finns listade.

## Bildgalleri

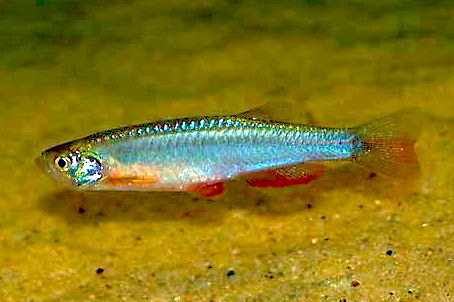